# CoStar Group
CoStar Group, Inc. — американская международная компания, основанная в Вашингтоне, предоставляющая информационные, аналитические и маркетинговые услуги для коммерческой недвижимости в Соединённых Штатах, Канаде, Великобритании, Франции, Германии и Испании. Основанная в 1987 году Эндрю К. Флорансом компания расширилась до онлайн-базы данных CoStar и множества онлайн-площадок, включая Apartments.com, Homes.com, LoopNet, Lands of America и BizBuySell.

## История
CoStar Group была основана в 1987 году Эндрю К. Флорансом в Вашингтоне, округ Колумбия.
В 1998 году стала публичной компанией благодаря первичному публичному размещению на бирже NASDAQ, собрав 22,5 миллиона долларов.
В 2004 году дело CoStar Group, Inc. против LoopNet, Inc. стало стало знаковым в законодательстве об авторских правах в связи с ролью поставщика интернет-услуг (ISP) в мониторинге авторских материалов, размещаемых на его серверах.
В октябре 2009 года компания приобрела здание в Вашингтоне, округ Колумбия, которое сейчас является её штаб-квартирой, у Ассоциации ипотечных банкиров за $41,3 миллиона. Здание было продано за $79 миллионов два года ранее, и компания утверждает, что использовала свои аналитические данные, чтобы знать правильное время для покупки.
В апреле 2012 года CoStar Group приобрела онлайн-маркетинговый сайт LoopNet за $860 миллионов. С приобретением CoStar Group также приобрела сайты BizBuySell и LandsofAmerica.com, принадлежавшие LoopNet.
В апреле 2014 года компания приобрела Apartments.com за 585 миллионов долларов.
В апреле 2015 года компания приобрела Apartment Finder за 170 миллионов долларов.
В июле 2015 года компания приобрела Belbex, маркетплейс и поставщика информации о коммерческой недвижимости в Испании.
В мае 2016 года европейская дочерняя компания CoStar Group CoStar Europe Ltd приобрела немецкую компанию по работе с недвижимостью Thomas Daily.
В феврале 2017 года компания приобрела Westside Rentals. В марте компания приобрела испанскую информационную платформу по кредитованию Belbex.
В феврале 2018 года компания приобрела ForRent.com у Dominion Enterprises за 350 миллионов долларов наличными и 35 миллионов долларов в виде акций.
В октябре 2018 года компания приобрела Realla.co.uk — маркетплейс коммерческой недвижимости, расположенный в Великобритании. В ноябре компания приобрела Cosy Services за 68 миллионов долларов.
В феврале 2019 года компания объявила, что Oxford Economics предоставит экономические данные и прогнозы, используемые в продуктах CoStar.
В июне 2019 года было объявлено, что CoStar Group приобретет Off Campus Partners, LLC, онлайн-платформу жилья для студентов.
В октябре 2019 года было объявлено, что CoStar Group приобретет исследовательскую и аналитическую фирму STR за 450 миллионов долларов.
В мае 2020 года CoStar объявила о приобретении онлайн-платформы недвижимости Ten-x, ранее называвшейся Auction.com, за 190 миллионов долларов.
В октябре 2020 года CoStar Group купила немецкую компанию Emporis, занимающуюся данными о недвижимости.
В ноябре 2020 года было объявлено, что CoStar Group приобрела Homesnap, поставщика мобильных приложений, за 250 миллионов долларов.
В апреле 2021 года было объявлено, что CoStar Group приобрела Homes.com, сайт жилой недвижимости у Dominion Enterprises, за 156 миллионов долларов.
В октябре 2021 года CoStar объявила о приобретении BureauxLocaux, цифрового рынка коммерческой недвижимости во Франции.
В октябре 2023 года было объявлено, что CoStar Group приобрела портал недвижимости OnTheMarket со штаб-квартирой в Лондоне за 100 миллионов фунтов стерлингов.

## Бизнес
CoStar Group предоставляет информацию о коммерческой недвижимости, аналитику и маркетплейс площадки для сделок с недвижимостью.
В число его дочерних компаний входят:
- Apartments.com[11]
- Belbex.com[15]
- BizBuySell[10]
- Emporis[23]
- grecam[29]
- Homes.com[25]
- Homesnap[24]
- LandsofAmeric[10]
- LoopNet[10]
- Realla[17]
- STR[5]
- Ten-X[21]
- Thomas Daily[13]
- BureauxLocaux[26]